# Terra Alta (Virginie-Occidentale)
Pour l’article homonyme, voir Terra Alta.
Terra Alta est une ville américaine située dans le comté de Preston en Virginie-Occidentale.
Selon le recensement de 2010, Terra Alta compte 1 477 habitants. La municipalité s'étend sur 1,19 mille carré (3,08 km2).

## Histoire
D'abord connue sous les noms de Green Glades et Cranberry Summit, la localité est renommée Portland vers 1860 par des bûcherons originaires de la ville du même nom, dans le Maine. Elle devient une municipalité en 1890 sous le nom de Terra Alta, qui signifie « terre haute » en latin,.